# Bolgár labdarúgó-válogatott
A bolgár labdarúgó-válogatott Bulgária nemzeti csapata, amelyet a bolgár labdarúgó-szövetség (bolgárul: Български футболен съюз, magyar átírásban: Balgarszki futbolen szajuz) irányít.
Világbajnokságon hét alkalommal vettek részt, legjobb eredményük egy negyedik hely az 1994-es világbajnokságról. Európa-bajnokságon kétszer szerepeltek, legutóbb 2004-ben.

## Története
A XX. század elején a keleti tömb több országához hasonlóan kevés befolyást gyakorolt a nemzetközi labdarúgásra. A kommunista sportszervezés azonban alaposan felrázta a bolgár sportot, így a labdarúgást is. Az eredmény látványos volt, és a hetvenes években Bulgária válogatottja már kemény ellenfélnek számított Európában.
Bulgária hétszer szerepelt eddig labdarúgó-világbajnokságon. Először 1962-ben, Chilében szerepelt labdarúgó-világbajnokságon, de a csoportjából már nem jutott tovább; egy ponttal végzett a csoport utolsó helyén. Ugyanez történt az 1966-os világbajnokságon is Angliában, akkor három vereséggel, és 0 ponttal lettek utolsók a csoportban, 1970-ben Mexikóban, és 1974-ben Nyugat-Németországban pedig csoportharmadikak lettek. Először 1986-ban Mexikóban jutottak tovább, de a nyolcaddöntőben a házigazdától szenvedtek 2–0-s vereséget. Legjobb eredményük a negyedik hely volt 1994-ben.
A bolgár válogatott történetének egyik legfontosabb dátuma kétségkívül 1993. november 17, mikor Emil Kosztadinov két gólt szerzett Franciaország ellen Párizsban. Ennek eredményeképp kijutottak az 1994-es világbajnokságra. Dimitar Penev irányításával, és olyan nagy játékosok, mint Hriszto Sztoicskov, Jordan Lecskov, Kraszimir Balakov (valamint más tehetséges labdarúgók, akiket Bulgáriában csak "Aranygeneráció"nak neveznek) segítségével a válogatott remekelt az USA-ban rendezett világbajnokságon. A D csoportban Argentínát és Görögországot megelőzve másodikként végeztek, majd a nyolcaddöntőben 3–1-re győztek Mexikó ellen. A negyeddöntőben a címvédő Németországot (akkor Nyugat-Németország) búcsúztatták Sztoicskov és Lecskov góljaival. A negyeddöntő volt a válogatott utolsó állomása a tornán, Bulgária Olaszország ellen szenvedett 2–1-es vereséget, így végül a negyedik helyen végeztek, Hriszto Sztoicskov pedig a vb gólkirályaként (6 góllal) megkapta a világbajnoki aranycipőt. Bulgária ezenkívül négyszer nyert Balkán-bajnokságot.
1996-ban először a válogatott kijutott a Labdarúgó-Európa-bajnokságra. A csoportjukból nem jutottak tovább, pedig a keret sokak szerint erősebb volt az 1994-esnél. A csoportmérkőzéseken 1–1-es döntetlent játszottak Spanyolországgal, majd 1–0-ra győzték le Romániát - mindkét mérkőzésen Sztoicskov volt a gólszerző. A harmadik mérkőzést azonban Franciaország ellen 3–1-re elveszítették (Sztoicskov lőtte a válogatott egyetlen gólját), ugyanebben az időben Spanyolország legyőzte Romániát. Az 1998-as világbajnokságon Franciaországban sem tudtak továbbjutni a csoportból, 0–0-s döntetlent játszottak Paraguayjal, Nigéria és Spanyolország ellen pedig elveszítették a mérkőzést.
Bulgária ezután nem jutott ki sem a 2000-es Európa-bajnokságra, sem a 2002-es világbajnokságra, viszont két évvel később ott voltak a 2004-es Európa-bajnokságon. Mindhárom csoportmérkőzésüket elveszítették, és ismét anélkül tért haza a válogatott, hogy az egyenes kieséses szakaszban játszottak volna.

## Nemzetközi eredmények
Világbajnokság
4. helyezett (1): 1994
Olimpiai játékok
- Ezüstérmes (1): 1968
- Bronzérmes (1): 1956

Balkán-bajnokság
- Bajnok (3): 1931, 1932, 1973–76
- Ezüstérmes (2): 1935, 1936
- Bronzérmes (1): 1933

### Világbajnokság
Negyedik hely
| Világbajnokság | Világbajnokság | Világbajnokság | Világbajnokság | Világbajnokság | Világbajnokság | Világbajnokság | Világbajnokság | Világbajnokság | Világbajnokság | Selejtezők | Selejtezők | Selejtezők | Selejtezők | Selejtezők | Selejtezők | Selejtezők |
| Év             | Eredmény       | H.             | M              | Gy             | D              | V              | G+             | G–             | Keret          | H.         | M          | Gy         | D          | V          | G+         | G–         |
| -------------- | -------------- | -------------- | -------------- | -------------- | -------------- | -------------- | -------------- | -------------- | -------------- | ---------- | ---------- | ---------- | ---------- | ---------- | ---------- | ---------- |
| 1930           | nem indult     | nem indult     | nem indult     | nem indult     | nem indult     | nem indult     | nem indult     | nem indult     | nem indult     | nem indult | nem indult | nem indult | nem indult | nem indult | nem indult | nem indult |
| 1934           | nem jutott ki  | nem jutott ki  | nem jutott ki  | nem jutott ki  | nem jutott ki  | nem jutott ki  | nem jutott ki  | nem jutott ki  | nem jutott ki  | 3.         | 3          | 0          | 0          | 3          | 3          | 14         |
| 1938           | nem jutott ki  | nem jutott ki  | nem jutott ki  | nem jutott ki  | nem jutott ki  | nem jutott ki  | nem jutott ki  | nem jutott ki  | nem jutott ki  | 2.         | 2          | 0          | 1          | 1          | 1          | 7          |
| 1950           | nem indult     | nem indult     | nem indult     | nem indult     | nem indult     | nem indult     | nem indult     | nem indult     | nem indult     | nem indult | nem indult | nem indult | nem indult | nem indult | nem indult | nem indult |
| 1954           | nem jutott ki  | nem jutott ki  | nem jutott ki  | nem jutott ki  | nem jutott ki  | nem jutott ki  | nem jutott ki  | nem jutott ki  | nem jutott ki  | 3.         | 4          | 0          | 1          | 3          | 3          | 7          |
| 1958           | nem jutott ki  | nem jutott ki  | nem jutott ki  | nem jutott ki  | nem jutott ki  | nem jutott ki  | nem jutott ki  | nem jutott ki  | nem jutott ki  | 2.         | 4          | 2          | 0          | 2          | 11         | 7          |
| 1962           | Csoportkör     | 15.            | 3              | 0              | 1              | 2              | 1              | 7              | Keret          | 2.         | 5          | 4          | 0          | 1          | 7          | 4          |
| 1966           | Csoportkör     | 15.            | 3              | 0              | 0              | 3              | 1              | 8              | Keret          | 1.         | 5          | 4          | 0          | 1          | 11         | 7          |
| 1970           | Csoportkör     | 13.            | 3              | 0              | 1              | 2              | 5              | 9              | Keret          | 1.         | 6          | 4          | 1          | 1          | 12         | 7          |
| 1974           | Csoportkör     | 12.            | 3              | 0              | 2              | 1              | 2              | 5              | Keret          | 1.         | 6          | 4          | 2          | 0          | 13         | 3          |
| 1978           | nem jutott ki  | nem jutott ki  | nem jutott ki  | nem jutott ki  | nem jutott ki  | nem jutott ki  | nem jutott ki  | nem jutott ki  | nem jutott ki  | 2.         | 4          | 1          | 2          | 1          | 5          | 6          |
| 1982           | nem jutott ki  | nem jutott ki  | nem jutott ki  | nem jutott ki  | nem jutott ki  | nem jutott ki  | nem jutott ki  | nem jutott ki  | nem jutott ki  | 3.         | 8          | 4          | 1          | 3          | 11         | 10         |
| 1986           | Nyolcaddöntő   | 15.            | 4              | 0              | 2              | 2              | 2              | 6              | Keret          | 2.         | 8          | 5          | 1          | 2          | 13         | 5          |
| 1990           | nem jutott ki  | nem jutott ki  | nem jutott ki  | nem jutott ki  | nem jutott ki  | nem jutott ki  | nem jutott ki  | nem jutott ki  | nem jutott ki  | 4.         | 6          | 1          | 1          | 4          | 6          | 8          |
| 1994           | Negyedik hely  | 4.             | 7              | 3              | 1              | 3              | 10             | 11             | Keret          | 2.         | 10         | 6          | 2          | 2          | 19         | 10         |
| 1998           | Csoportkör     | 29.            | 3              | 0              | 1              | 2              | 1              | 7              | Keret          | 1.         | 8          | 6          | 0          | 2          | 18         | 9          |
| 2002           | nem jutott ki  | nem jutott ki  | nem jutott ki  | nem jutott ki  | nem jutott ki  | nem jutott ki  | nem jutott ki  | nem jutott ki  | nem jutott ki  | 3.         | 10         | 5          | 2          | 3          | 14         | 15         |
| 2006           | nem jutott ki  | nem jutott ki  | nem jutott ki  | nem jutott ki  | nem jutott ki  | nem jutott ki  | nem jutott ki  | nem jutott ki  | nem jutott ki  | 3.         | 10         | 4          | 3          | 3          | 17         | 17         |
| 2010           | nem jutott ki  | nem jutott ki  | nem jutott ki  | nem jutott ki  | nem jutott ki  | nem jutott ki  | nem jutott ki  | nem jutott ki  | nem jutott ki  | 3.         | 10         | 3          | 5          | 2          | 17         | 13         |
| 2014           | nem jutott ki  | nem jutott ki  | nem jutott ki  | nem jutott ki  | nem jutott ki  | nem jutott ki  | nem jutott ki  | nem jutott ki  | nem jutott ki  | 4.         | 10         | 3          | 4          | 3          | 14         | 9          |
| 2018           | nem jutott ki  | nem jutott ki  | nem jutott ki  | nem jutott ki  | nem jutott ki  | nem jutott ki  | nem jutott ki  | nem jutott ki  | nem jutott ki  | 4.         | 10         | 4          | 1          | 5          | 14         | 19         |
| 2022           | nem jutott ki  | nem jutott ki  | nem jutott ki  | nem jutott ki  | nem jutott ki  | nem jutott ki  | nem jutott ki  | nem jutott ki  | nem jutott ki  | 4.         | 8          | 2          | 2          | 4          | 6          | 14         |
| 2026           | később         | később         | később         | később         | később         | később         | később         | később         | később         | később     | később     | később     | később     | később     | később     | később     |
| Összesen       |                | 7/22           | 26             | 3              | 8              | 15             | 22             | 53             | –              | Összesen   | 137        | 62         | 29         | 46         | 215        | 191        |

### Európa-bajnokság
| Európa-bajnokság | Európa-bajnokság | Európa-bajnokság | Európa-bajnokság | Európa-bajnokság | Európa-bajnokság | Európa-bajnokság | Európa-bajnokság | Európa-bajnokság | Európa-bajnokság | Selejtezők        | Selejtezők | Selejtezők | Selejtezők | Selejtezők | Selejtezők | Selejtezők |
| Év               | Eredmény         | H.               | M                | Gy               | D                | V                | G+               | G–               | Keret            | H.                | M          | Gy         | D          | V          | G+         | G–         |
| ---------------- | ---------------- | ---------------- | ---------------- | ---------------- | ---------------- | ---------------- | ---------------- | ---------------- | ---------------- | ----------------- | ---------- | ---------- | ---------- | ---------- | ---------- | ---------- |
| 1960             | nem jutott ki    | nem jutott ki    | nem jutott ki    | nem jutott ki    | nem jutott ki    | nem jutott ki    | nem jutott ki    | nem jutott ki    | nem jutott ki    | Nyolcaddöntő      | 2          | 0          | 1          | 1          | 1          | 3          |
| 1964             | nem jutott ki    | nem jutott ki    | nem jutott ki    | nem jutott ki    | nem jutott ki    | nem jutott ki    | nem jutott ki    | nem jutott ki    | nem jutott ki    | Nyolcaddöntő      | 5          | 3          | 0          | 2          | 7          | 7          |
| 1968             | nem jutott ki    | nem jutott ki    | nem jutott ki    | nem jutott ki    | nem jutott ki    | nem jutott ki    | nem jutott ki    | nem jutott ki    | nem jutott ki    | 1.                | 8          | 5          | 2          | 1          | 13         | 4          |
| 1972             | nem jutott ki    | nem jutott ki    | nem jutott ki    | nem jutott ki    | nem jutott ki    | nem jutott ki    | nem jutott ki    | nem jutott ki    | nem jutott ki    | 2.                | 6          | 3          | 1          | 2          | 11         | 7          |
| 1976             | nem jutott ki    | nem jutott ki    | nem jutott ki    | nem jutott ki    | nem jutott ki    | nem jutott ki    | nem jutott ki    | nem jutott ki    | nem jutott ki    | 3.                | 6          | 2          | 2          | 2          | 12         | 7          |
| 1980             | nem jutott ki    | nem jutott ki    | nem jutott ki    | nem jutott ki    | nem jutott ki    | nem jutott ki    | nem jutott ki    | nem jutott ki    | nem jutott ki    | 4.                | 8          | 2          | 1          | 5          | 6          | 14         |
| 1984             | nem jutott ki    | nem jutott ki    | nem jutott ki    | nem jutott ki    | nem jutott ki    | nem jutott ki    | nem jutott ki    | nem jutott ki    | nem jutott ki    | 3.                | 6          | 2          | 1          | 3          | 7          | 8          |
| 1988             | nem jutott ki    | nem jutott ki    | nem jutott ki    | nem jutott ki    | nem jutott ki    | nem jutott ki    | nem jutott ki    | nem jutott ki    | nem jutott ki    | 2.                | 8          | 4          | 2          | 2          | 12         | 6          |
| 1992             | nem jutott ki    | nem jutott ki    | nem jutott ki    | nem jutott ki    | nem jutott ki    | nem jutott ki    | nem jutott ki    | nem jutott ki    | nem jutott ki    | 4.                | 8          | 3          | 3          | 2          | 15         | 8          |
| 1996             | Csoportkör       | 11.              | 3                | 1                | 1                | 1                | 3                | 4                | Keret            | 2.                | 10         | 7          | 1          | 2          | 24         | 10         |
| 2000             | nem jutott ki    | nem jutott ki    | nem jutott ki    | nem jutott ki    | nem jutott ki    | nem jutott ki    | nem jutott ki    | nem jutott ki    | nem jutott ki    | 4.                | 8          | 2          | 2          | 4          | 6          | 8          |
| 2004             | Csoportkör       | 16.              | 3                | 0                | 0                | 3                | 1                | 9                | Keret            | 1.                | 8          | 5          | 2          | 1          | 13         | 4          |
| 2008             | nem jutott ki    | nem jutott ki    | nem jutott ki    | nem jutott ki    | nem jutott ki    | nem jutott ki    | nem jutott ki    | nem jutott ki    | nem jutott ki    | 3.                | 12         | 7          | 4          | 1          | 18         | 7          |
| 2012             | nem jutott ki    | nem jutott ki    | nem jutott ki    | nem jutott ki    | nem jutott ki    | nem jutott ki    | nem jutott ki    | nem jutott ki    | nem jutott ki    | 5.                | 8          | 1          | 2          | 5          | 3          | 13         |
| 2016             | nem jutott ki    | nem jutott ki    | nem jutott ki    | nem jutott ki    | nem jutott ki    | nem jutott ki    | nem jutott ki    | nem jutott ki    | nem jutott ki    | 4.                | 10         | 3          | 2          | 5          | 9          | 12         |
| 2020             | nem jutott ki    | nem jutott ki    | nem jutott ki    | nem jutott ki    | nem jutott ki    | nem jutott ki    | nem jutott ki    | nem jutott ki    | nem jutott ki    | 4. (Pótselejtező) | 9          | 1          | 3          | 5          | 7          | 20         |
| 2024             | nem jutott ki    | nem jutott ki    | nem jutott ki    | nem jutott ki    | nem jutott ki    | nem jutott ki    | nem jutott ki    | nem jutott ki    | nem jutott ki    | 5.                | 8          | 0          | 4          | 4          | 7          | 14         |
| Összesen         |                  | 2/17             | 6                | 1                | 1                | 4                | 4                | 13               | –                | Összesen          | 130        | 50         | 33         | 47         | 171        | 154        |

### UEFA Nemzetek Ligája
| Csoportkör | Csoportkör | Csoportkör | Csoportkör | Csoportkör | Csoportkör | Csoportkör | Csoportkör | Csoportkör | Csoportkör | Csoportkör         | Csoportkör | Egyenes kieséses szakasz | Egyenes kieséses szakasz | Egyenes kieséses szakasz | Egyenes kieséses szakasz | Egyenes kieséses szakasz | Egyenes kieséses szakasz | Egyenes kieséses szakasz | Egyenes kieséses szakasz | Egyenes kieséses szakasz |
| Szezon     | Liga       | Csoport    | H          | M          | Gy         | D          | V          | G+         | G–         | Feljutás/kiesés    | Helyezés   | Év                       | Eredmény                 | M                        | Gy                       | D                        | V                        | G+                       | G–                       | Keret                    |
| ---------- | ---------- | ---------- | ---------- | ---------- | ---------- | ---------- | ---------- | ---------- | ---------- | ------------------ | ---------- | ------------------------ | ------------------------ | ------------------------ | ------------------------ | ------------------------ | ------------------------ | ------------------------ | ------------------------ | ------------------------ |
| 2018–19    | C          | 3.         | 2.         | 6          | 3          | 2          | 1          | 7          | 5          | (formátumváltozás) | 29.        | 2019                     | nem jutott be            | nem jutott be            | nem jutott be            | nem jutott be            | nem jutott be            | nem jutott be            | nem jutott be            | nem jutott be            |
| 2020–21    | B          | 4.         | 4.         | 6          | 0          | 2          | 4          | 2          | 7          | Csökkenés          | 31.        | 2021                     | nem jutott be            | nem jutott be            | nem jutott be            | nem jutott be            | nem jutott be            | nem jutott be            | nem jutott be            | nem jutott be            |
| 2022–23    | C          | 4.         | 2.         | 6          | 2          | 3          | 1          | 10         | 8          | Állandó            | 40.        | 2023                     | nem jutott be            | nem jutott be            | nem jutott be            | nem jutott be            | nem jutott be            | nem jutott be            | nem jutott be            | nem jutott be            |
| 2024–25    | C          |            |            |            |            |            |            |            |            |                    |            | 2025                     | nem jutott be            | nem jutott be            | nem jutott be            | nem jutott be            | nem jutott be            | nem jutott be            | nem jutott be            | nem jutott be            |
| Összesen   | Összesen   | Összesen   | Összesen   | 18         | 5          | 7          | 6          | 19         | 20         |                    |            |                          | 0/4                      | –                        | –                        | –                        | –                        | –                        | –                        | –                        |

### Olimpia
| Olimpia  | Olimpia      | Olimpia  | Olimpia | Olimpia | Olimpia | Olimpia | Olimpia | Olimpia |
| Év       | Forduló      | Helyezés | M       | Gy      | D*      | V       | RG      | KG      |
| -------- | ------------ | -------- | ------- | ------- | ------- | ------- | ------- | ------- |
| 1924     | 2. forduló   | 12.      | 1       | 0       | 0       | 1       | 0       | 1       |
| 1952     | Előselejtező | 13.      | 1       | 0       | 0       | 1       | 1       | 2       |
| 1956     | Elődöntő     | 3.       | 3       | 2       | 0       | 1       | 10      | 3       |
| 1960     | Csoportkör   | 5.       | 3       | 2       | 1       | 0       | 8       | 3       |
| 1968     | Döntő        | 2.       | 6       | 3       | 2       | 1       | 16      | 10      |
| Összesen | Ezüstérmes   | 5/23     | 14      | 7       | 3       | 4       | 35      | 19      |

## Mezek a válogatott története során
A bolgár labdarúgó-válogatott hagyományos szerelése: fehér mez, zöld nadrág és zöld sportszár. Az utóbbi időben a piros sportszár váltotta a zöldet, így a bolgár nemzeti színeknek megfelelő szerelésben szerepelnek. A váltómez leggyakrabban piros mezből, fehér vagy zöld nadrágból és piros sportszárból áll. 
Hazai
| 1922–1950 | 1950–1985 | 1985–1993 | 1993–1995 | 1995–1998 | 1998–2000 | 2000–2005 | 2005–2008 | 2008–2009 | 2009–2011 | 2011–2014 |

Idegenbeli
| 1922–1950 | 1950–1985 | 1985–1993 | 1993–1995 | 1995–1998 | 1998–2000 | 2000–2005 | 2005–2008 | 2008–2009 | 2009–2011 | 2011–2014 |

## Játékosok

### Játékoskeret
Az bolgár válogatott 23 fős kerete az október 7-i  Franciaország és október 10-i  Luxemburg elleni mérkőzésekre.
2017. október 10-én a  Luxemburg elleni mérkőzés után lett frissítve.
| Szám | Poszt | Név                      | Születési dátum / Kor          | Válogatottság | Gólok | Klub                |
| ---- | ----- | ------------------------ | ------------------------------ | ------------- | ----- | ------------------- |
| 1    | K     | Bozsidar Mitrev          | 1987. március 31. (37 éves)    | 9             | 0     | Levszki Szofija     |
| 13   | K     | Plamen Iliev             | 1991. november 30. (33 éves)   | 6             | 0     | Astra Giurgiu       |
| 23   | K     | Blagoj Makendzsiev       | 1988. július 11. (36 éves)     | 0             | 0     | Pirin Blagoevgrad   |
| 2    | V     | Sztrahil Popov           | 1990. augusztus 31. (34 éves)  | 16            | 0     | Kasımpaşa           |
| 3    | V     | Petr Zanev               | 1985. október 18. (39 éves)    | 33            | 0     | Amkar Perm          |
| 4    | V     | Bozsidar Csorbadzsijszki | 1995. augusztus 1. (29 éves)   | 4             | 0     | CSZKA Szofija       |
| 5    | V     | Nikolaj Bodurov          | 1986. május 30. (38 éves)      | 38            | 1     | CSZKA Szofija       |
| 14   | V     | Anton Negyalkov          | 1993. április 30. (31 éves)    | 4             | 0     | CSZKA Szofija       |
| 15   | V     | Vaszil Bozsikov          | 1988. június 2. (36 éves)      | 11            | 0     | Slovan Bratislava   |
| 17   | V     | Cvetomir Panov           | 1989. április 17. (35 éves)    | 0             | 0     | Botev Plovdiv       |
| 6    | KP    | Szimeon Szlavcsev        | 1993. szeptember 25. (31 éves) | 14            | 0     | Lechia Gdańsk       |
| 7    | KP    | Georgi Kosztadinov       | 1990. szeptember 7. (34 éves)  | 7             | 3     | Makkabi Haifa       |
| 8    | KP    | Todor Nedelev            | 1993. február 7. (32 éves)     | 14            | 0     | Botev Plovdiv       |
| 11   | KP    | Sztaniszlav Manolev      | 1985. december 16. (39 éves)   | 50            | 5     | CSZKA Szofija       |
| 12   | KP    | Bozsidar Kraev           | 1997. június 23. (27 éves)     | 4             | 0     | Midtjylland         |
| 18   | KP    | Ivajlo Csocsev           | 1993. február 18. (32 éves)    | 15            | 3     | Palermo             |
| 20   | KP    | Martin Rajnov            | 1992. április 25. (32 éves)    | 2             | 0     | Beroe Sztara Zagora |
| 21   | KP    | Krisztijan Malinov       | 1994. március 30. (30 éves)    | 1             | 0     | CSZKA Szofija       |
| 22   | KP    | Alekszandr Cvetkov       | 1990. augusztus 31. (34 éves)  | 2             | 0     | Cserno More Varna   |
| 9    | CS    | Szpasz Delev             | 1989. szeptember 22. (35 éves) | 17            | 2     | Pogoń Szczecin      |
| 10   | CS    | Ivelin Popov             | 1987. október 26. (37 éves)    | 71            | 12    | Szpartak Moszkva    |
| 16   | CS    | Andrej Glbinov           | 1988. november 13. (36 éves)   | 10            | 2     | Genoa               |
| 19   | CS    | Ivajlo Dimitrov          | 1989. március 13. (36 éves)    | 2             | 0     | Szlavija Szofija    |

## Válogatottsági rekordok
Az adatok 2022. november 5. állapotoknak felelnek meg.
- A még aktív játékosok (Félkövérrel) vannak megjelölve.

### Legtöbbször pályára lépett játékosok

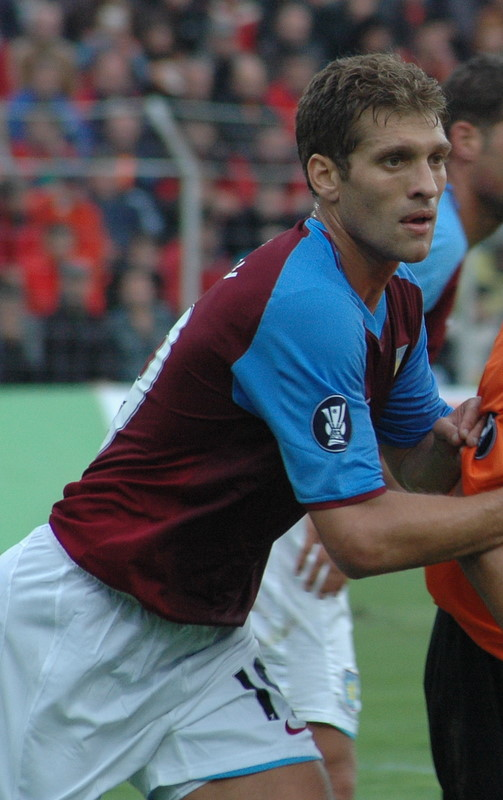
Sztilijan Petrov a válogatottsági rekorder 105 mérkőzéssel.

| #  | Játékos            | Időszak   | Vál. | Gól |
| -- | ------------------ | --------- | ---- | --- |
| 1  | Sztilijan Petrov   | 1998–2013 | 105  | 8   |
| 2  | Boriszlav Mihajlov | 1983–1998 | 102  | 0   |
| 3  | Hriszto Bonev      | 1967–1979 | 96   | 47  |
| 4  | Kraszimir Balakov  | 1988–2003 | 92   | 16  |
| 5  | Dimitar Penev      | 1965–1974 | 90   | 2   |
| 5  | Ivelin Popov       | 2007–2019 | 90   | 18  |
| 7  | Martin Petrov      | 1999–2013 | 89   | 19  |
| 8  | Radosztin Kisisev  | 1996–2009 | 88   | 1   |
| 9  | Hriszto Sztoicskov | 1986–1999 | 83   | 37  |
| 10 | Ajan Szadakov      | 1981–1991 | 80   | 9   |
| 10 | Zlatko Jankov      | 1989–1999 | 80   | 4   |

### Legtöbb gólt szerző játékosok

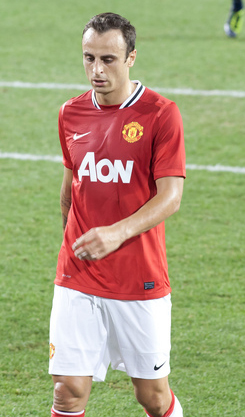
Dimitar Berbatov 48 góllal a bolgár válogatott legeredményesebb játékosa.

| #  | Játékos            | Időszak   | Gól | Vál. | Átlag |
| -- | ------------------ | --------- | --- | ---- | ----- |
| 1  | Dimitar Berbatov   | 1999–2010 | 48  | 78   | 0.62  |
| 1  | Hriszto Bonev      | 1967–1979 | 48  | 96   | 0.5   |
| 3  | Hriszto Sztoicskov | 1987–1999 | 37  | 83   | 0.46  |
| 4  | Emil Kosztadinov   | 1988–1998 | 27  | 70   | 0.39  |
| 5  | Ljubomir Angelov   | 1931–1940 | 26  | 44   | 0.59  |
| 6  | Petar Zsekov       | 1963–1972 | 25  | 44   | 0.57  |
| 6  | Ivan Kolev         | 1950–1963 | 25  | 75   | 0.33  |
| 8  | Naszko Szirakov    | 1983–1996 | 24  | 78   | 0.31  |
| 9  | Atanasz Mihajlov   | 1970–1981 | 23  | 45   | 0.51  |
| 10 | Dimitar Milanov    | 1948–1959 | 20  | 39   | 0.51  |

### Ismert játékosok
| - Georgi Aszparuhov - Kraszimir Balakov - Dimitar Berbatov - Valeri Bozsinov - Hriszto Bonev - Daniel Borimirov - Georgi Denev - Dinko Dermendzsiev - Todor Diev - Szpasz Dzsevizov - Plamen Getov |  | - Nikolaj Iliev - Bozsidar Iszkrenov - Trifon Ivanov - Dimitar Jakimov - Emil Kosztadinov - Nikola Kotkov - Jordan Lecskov - Manol Manolov - Krum Milev - Atanasz Mihajlov - Boriszlav Mihajlov |  | - Kiril Milanov - Georgi Pacsedzsiev - Aszen Pesev - Martin Petrov - Sztilijan Petrov - Alekszandar Salamanov - Georgi Szlavkov - Hriszto Sztoicskov - Nikola Canev - Petar Zsekov |

Az Aranygeneráció: 1992–1996
| - 1. Boriszlav Mihajlov - 2. Emil Kremenliev - 3. Trifon Ivanov - 4. Canko Cvetanov - 5. Petar Hubcsev - 6. Zlatko Jankov - 7. Emil Kosztadinov - 8. Hriszto Sztoicskov |  | - 9. Jordan Lecskov - 10. Naszko Szirakov - 11. Daniel Borimirov - 12. Plamen Nikolov - 13. Ivajlo Jordanov - 14. Boncso Gencsev - 15. Nikolaj Iliev - 16. Ilijan Kirjakov |  | - 17. Petar Mihtarszki - 18. Petar Alekszandrov - 19. Georgi Georgiev - 20. Kraszimir Balakov - 21. Velko Jotov - 22. Ivajlo Andonov - 23. Ljuboszlav Penev |

## Szövetségi kapitányok
- Kraszimir Boriszov 1991
- Dimitar Penev 1992–1996
- Hriszto Bonev 1996–1998
- Dimitar Dimitrov 1998–2000
- Sztojcso Mladenov 2000–2002
- Plamen Markov 2002–2004
- Hriszto Sztoicskov 2004–2007
- Sztanimir Sztoilov 2007
- Dimitar Penev 2007
- Plamen Markov 2008
- Sztanimir Sztoilov 2009–2010
- Lothar Matthäus 2010–2011
- Mihail Madanszki 2010–2011
- Ljuboszlav Penev 2011–2014
- Ivajlo Petev 2014–2016
- Petar Hubcsev 2016–2019
- Kraszimir Balakov 2019
- Georgi Dermendzsiev 2019–2020
- Jaszen Petrov 2021–2022
- Georgi Ivanov 2022
- Mladen Krstajić 2022–